# Mornac-sur-Seudre
Mornac-sur-Seudre is een gemeente in het Franse departement Charente-Maritime (regio Nouvelle-Aquitaine) en telt 682 inwoners (2004). De plaats maakt deel uit van het arrondissement Rochefort.

## Geografie
De oppervlakte van Mornac-sur-Seudre bedraagt 9,6 km², de bevolkingsdichtheid is 71,0 inwoners per km².

De onderstaande kaart toont de ligging van Mornac-sur-Seudre met de belangrijkste infrastructuur en aangrenzende gemeenten.

## Economie
Mornac-sur-Seudre bezit een kleine binnenhaven van waaruit een uitgebreid netwerk van kanaaltjes bevaarbaar is. Deze kanaaltjes leiden door het zilte moeras naar de Seudre. De gemeente is bekend om zijn oesterkwekerijen.

## Toerisme
De Romaanse Sint-Pieterskerk dateert van de 11e eeuw. Mornac-sur-Seudre is lid van Les Plus Beaux Villages de France.

## Demografie
Onderstaande figuur toont het verloop van het inwonertal (bron: INSEE-tellingen).

## Afbeeldingen

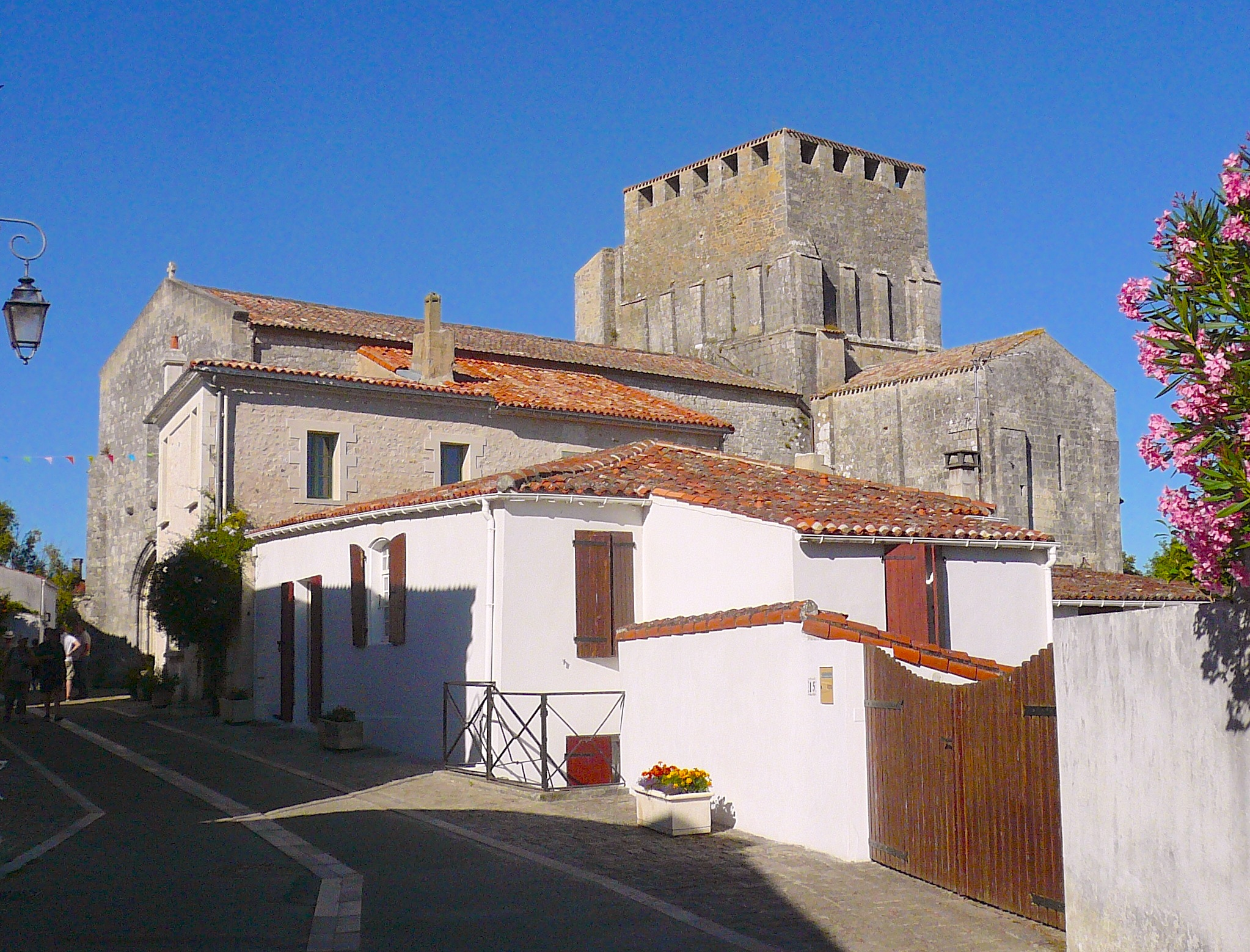
Église Saint-Pierre
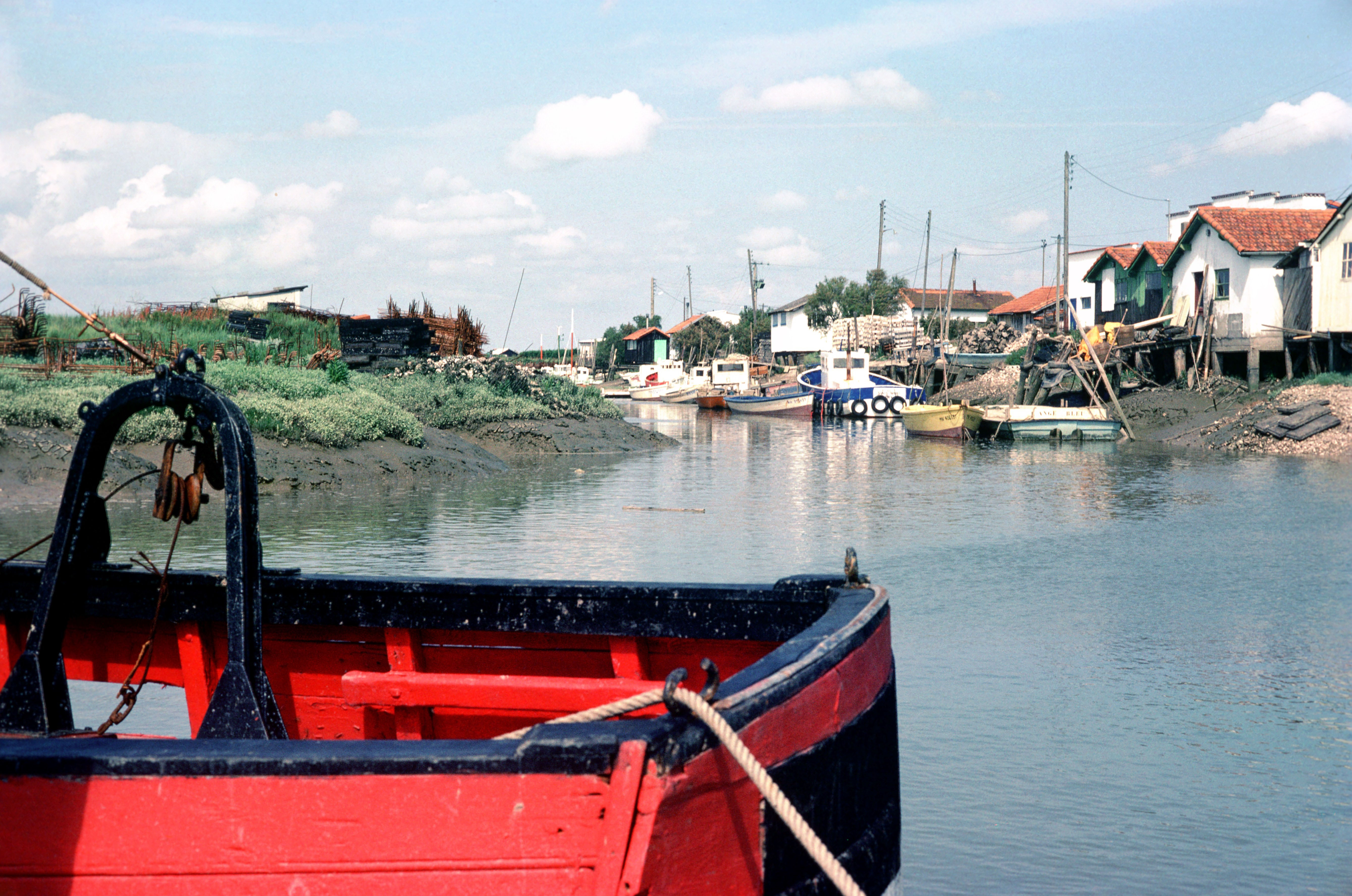
Haven
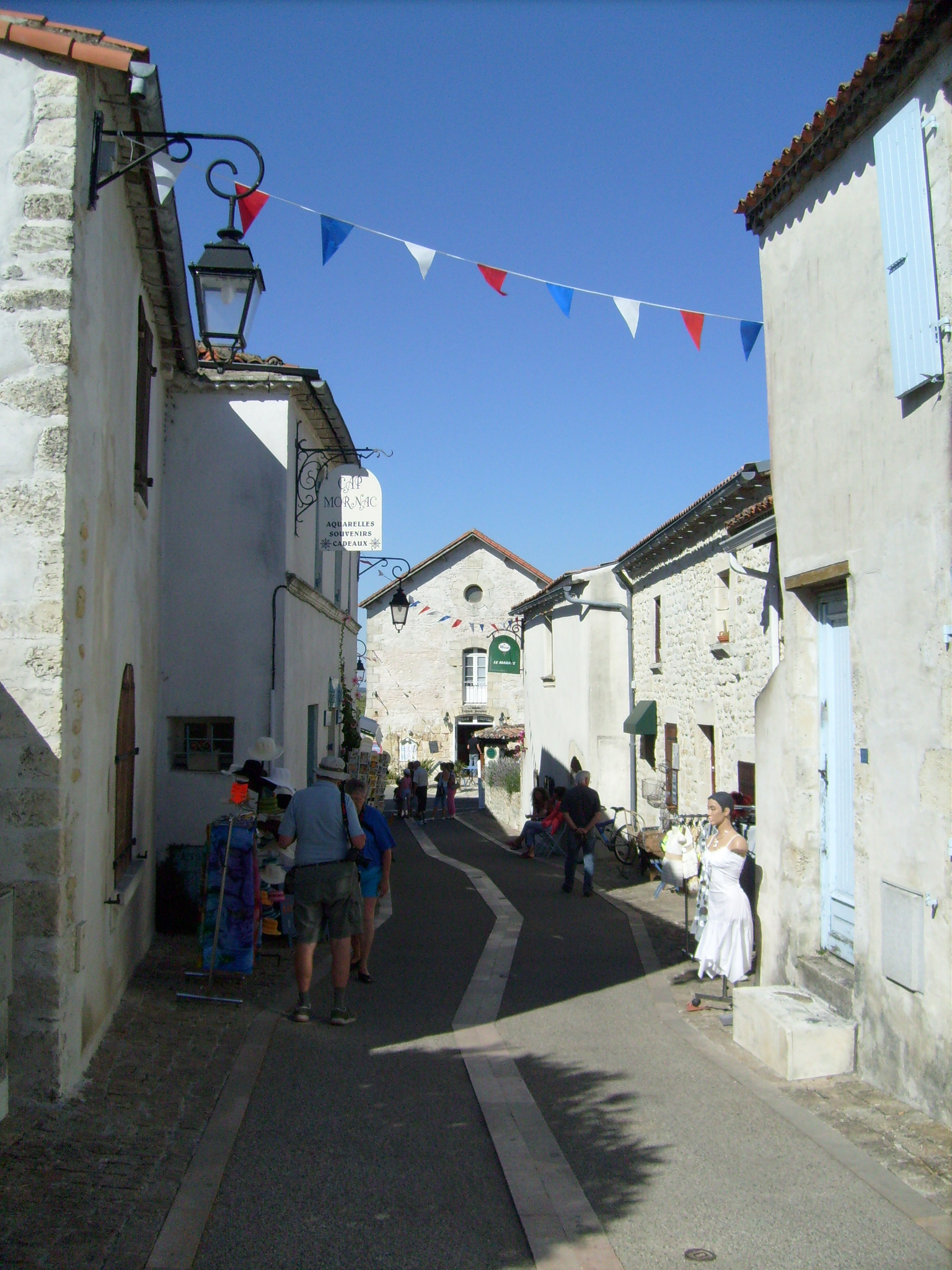
Centrum